# Tramway de Tachkent
Le tramway de Tachkent est le réseau de tramways de la ville de Tachkent, en Ouzbékistan. Le tram a circulé de 1912 à 2016.

## Historique
Depuis 1973, il est le seul réseau de tramway du pays.
Le réseau diminue en taille à partir de 1999 au profit du réseau d'autobus et de métro.
En 2016, devant la faiblesse de fréquentation du réseau, 20 000 passagers par jour contre 700 000 pour le réseau bus et deux millions pour le métro, il est décidé l'arrêt et le démantèlement du réseau, ce malgré l'achat de cinquante nouvelles rames entre 2007 et 2012.

## Réseau actuel

### Rames
| Type       | Nombre |
| ---------- | ------ |
| Tatra T6B5 | 71     |
| 71-402     | 1      |
| 71-403     | 1      |
| KTM-19KT   | 30     |
| Vario LF   | 20     |